# نویل مک‌نامارا
نویل مک‌نامارا (انگلیسی: Neville McNamara; ۱۷ آوریل ۱۹۲۳ – ۷ مهٔ ۲۰۱۴) فرد نظامی اهل استرالیا بود. وی همچنین برندهٔ جوایزی همچون صلیب نیروی هوایی شده‌است.
مک‌نامارا فرمانده ارشد نیروی هوایی سلطنتی استرالیا بود. او از سال ۱۹۷۹ تا ۱۹۸۲ به عنوان رئیس ستاد هوایی، بالاترین مقام نیروی هوایی سلطنتی استرالیا، و از سال ۱۹۸۲ تا ۱۹۸۴ به عنوان رئیس ستاد نیروهای دفاع، بالاترین نقش نظامی استرالیا در آن زمان، خدمت کرد. او دومین افسر نیروی هوایی سلطنتی استرالیا بود که به درجه مارشال ارشد هوایی رسید.
مک نامارا که در کوئینزلند متولد شد، در طول جنگ جهانی دوم به نیروی هوایی سلطنتی استرالیا پیوست و در جنوب غربی اقیانوس آرام با هواپیماهای پی-۴۰ به عملیات پرداخت. او همچنین در طول جنگ کره با هواپیماهای گلاستر ماموریت‌های جنگی انجام داد. در سال ۱۹۶۱، به خاطر رهبری واحد تبدیل عملیاتی شماره ۲، نشان صلیب نیروی هوایی به او اعطا شد. او در اواخر دهه ۱۹۶۰ با رهبری حضور نیروی هوایی سلطنتی استرالیا در اوبون، تایلند، تجربه عملیاتی بیشتری کسب کرد.  مک‌نامارا که به درجه سروانی هوایی ارتقا یافته بود، در سال‌های ۱۹۷۱-۱۹۷۲ فرمانده نیروهای هوایی سلطنتی استرالیا در ویتنام و معاون فرمانده نیروهای استرالیایی در ویتنام بود و به همین دلیل به عنوان فرمانده نشان امپراتوری بریتانیا منصوب شد. در سال ۱۹۷۶ به عنوان معاون رئیس ستاد هوایی، به عنوان افسر نشان استرالیا برگزیده شد. در سال ۱۹۸۰ به مقام شوالیه رسید و پس از اتمام دوره خدمت خود، در سال ۱۹۸۴ بازنشسته شد.